# Qualificazioni al campionato mondiale di calcio 1962
56 squadre partecipano alle qualificazioni per il Campionato mondiale di calcio 1962 per un totale di 16 posti disponibili per la fase finale. Il Cile (come paese ospitante) e il Brasile (come campione in carica) sono qualificate automaticamente, lasciando così solo 14 posti per la fase finale.
Come per le precedenti Coppe del Mondo, i turni di qualificazione sono piuttosto confusi. Inoltre le nazionali vincitrici nelle quattro zone più deboli, America del Nord (NAFC), Centro America e Caraibi (CCCF), Africa (CAF) e Asia (AFC), non hanno garantito un posto alla fase finale, ma devono fare uno spareggio contro le altre squadre europee (UEFA) o sudamericane (CONMEBOL).
I 16 posti disponibili per la Coppa del Mondo 1962 sono suddivisi tra le confederazioni nei seguenti modi:
- Europa (UEFA): 8 posti diretti + 2 posti agli Spareggi UEFA-CAF e UEFA-AFC, contesi da 30 squadre (compresi Israele ed Etiopia).
- Sud America (CONMEBOL): 5 posti diretti + 1 posto allo Spareggio CONMEBOL-NAFC e CCCF; 2 posti diretti sono già occupati da Cile e Brasile, gli altri 3 + 1 posti sono contesi da 7 squadre.
- Nord America (NAFC), Centro America e Caraibi (CCCF): 1 posto allo Spareggio CONMEBOL-NAFC e CCCF, conteso da 8 squadre.
- Africa (CAF): 1 posto allo Spareggio UEFA-CAF, conteso da 6 squadre.
- Asia (AFC): 1 posto allo Spareggio UEFA-AFC, conteso da 3 squadre.

49 squadre hanno giocato almeno una partita di qualificazione; le partite giocate sono state 92, con 325 gol segnati (con una media di 3,53 a partita). Per la seconda volta consecutiva non si sono qualificate squadre africane e asiatiche.

## Zone continentali
UEFA
Gruppo 1 -  Svizzera qualificata.
Gruppo 2 -  Bulgaria qualificata.
Gruppo 3 -  Germania Ovest qualificata.
Gruppo 4 -  Ungheria qualificata.
Gruppo 5 -  Unione Sovietica qualificata.
Gruppo 6 -  Inghilterra qualificata.
Gruppo 7 -  Italia qualificata.
Gruppo 8 -  Cecoslovacchia qualificata.
Gruppo 9 -  Spagna qualificata allo Spareggio UEFA-CAF.
Gruppo 10 -  Jugoslavia qualificata allo Spareggio UEFA-AFC.
CONMEBOL
Gruppo 1 -  Argentina qualificato.
Gruppo 2 -  Uruguay qualificato.
Gruppo 3 -  Colombia qualificato.
 Paraguay qualificato allo Spareggio CONMEBOL-NAFC e CCCF.
NAFC e CCCF
 Messico qualificato allo Spareggio CONMEBOL-NAFC e CCCF.
CAF
 Marocco qualificato allo Spareggio UEFA-CAF.
AFC
 Corea del Sud qualificato allo Spareggio UEFA-AFC.

## Spareggi intercontinentali
Incontri di andata e ritorno, i vincitori si qualificano.

### Spareggio UEFA-CAF
| Data             | Luogo      | Squadra 1 | Risultato | Squadra 2 |
| ---------------- | ---------- | --------- | --------- | --------- |
| 12 novembre 1961 | Casablanca | Marocco   | 0 - 1     | Spagna    |
| 23 novembre 1961 | Madrid     | Spagna    | 3 - 2     | Marocco   |

| Pos | Squadra | Pti | G | V | N | P | GF | GS |
| --- | ------- | --- | - | - | - | - | -- | -- |
| 1   | Spagna  | 4   | 2 | 2 | 0 | 0 | 4  | 2  |
| 2   | Marocco | 0   | 2 | 0 | 0 | 2 | 2  | 4  |

 Spagna qualificata.

### Spareggio UEFA-AFC
| Data             | Luogo    | Squadra 1     | Risultato | Squadra 2     |
| ---------------- | -------- | ------------- | --------- | ------------- |
| 8 ottobre 1961   | Belgrado | Jugoslavia    | 5 - 1     | Corea del Sud |
| 26 novembre 1961 | Seul     | Corea del Sud | 1 - 3     | Jugoslavia    |

| Pos | Squadra       | Pti | G | V | N | P | GF | GS |
| --- | ------------- | --- | - | - | - | - | -- | -- |
| 1   | Jugoslavia    | 4   | 2 | 2 | 0 | 0 | 8  | 2  |
| 2   | Corea del Sud | 0   | 2 | 0 | 0 | 2 | 2  | 8  |

 Jugoslavia qualificata.

### Spareggio CONMEBOL-NAFC e CCCF
| Data            | Luogo             | Squadra 1 | Risultato | Squadra 2 |
| --------------- | ----------------- | --------- | --------- | --------- |
| 29 ottobre 1961 | Città del Messico | Messico   | 1 - 0     | Paraguay  |
| 5 novembre 1961 | Asuncion          | Paraguay  | 0 - 0     | Messico   |

| Pos | Squadra  | Pti | G | V | N | P | GF | GS |
| --- | -------- | --- | - | - | - | - | -- | -- |
| 1   | Messico  | 3   | 2 | 1 | 1 | 0 | 1  | 0  |
| 2   | Paraguay | 1   | 2 | 0 | 1 | 1 | 0  | 1  |

 Messico qualificato.

## Squadre qualificate

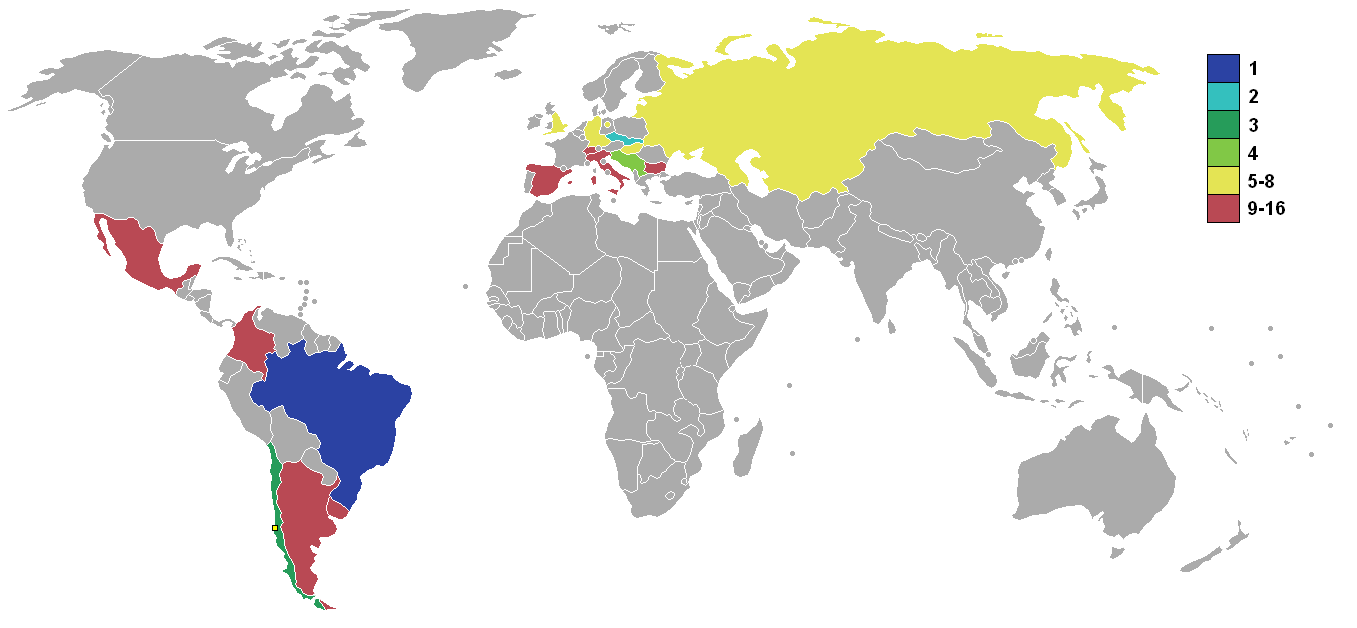
Le nazioni qualificate per il campionato mondiale di calcio del 1962

| Squadra          | Numero di presenze | Numero di presenze consecutive | Ultima apparizione |
| ---------------- | ------------------ | ------------------------------ | ------------------ |
| Argentina        | 6                  | 4                              | 1958               |
| Brasile          | 7                  | 7                              | 1958               |
| Bulgaria         | 1                  | 1                              | esordiente         |
| Cecoslovacchia   | 5                  | 3                              | 1958               |
| Cile             | 3                  | 1                              | 1950               |
| Colombia         | 1                  | 1                              | esordiente         |
| Germania Ovest   | 5                  | 3                              | 1958               |
| Inghilterra      | 4                  | 4                              | 1958               |
| Italia           | 5                  | 1                              | 1954               |
| Jugoslavia       | 5                  | 4                              | 1958               |
| Messico          | 5                  | 4                              | 1958               |
| Spagna           | 3                  | 1                              | 1950               |
| Svizzera         | 5                  | 1                              | 1954               |
| Ungheria         | 5                  | 3                              | 1958               |
| Unione Sovietica | 2                  | 2                              | 1958               |
| Uruguay          | 4                  | 1                              | 1954               |